# 市貝町立市貝小学校
市貝町立市貝小学校（いちかいちょうりついちかいしょうがっこう）は、栃木県芳賀郡市貝町市塙にある公立小学校。

## 沿革
- 1983年（昭和58年）
  - 4月1日 - 市塙小学校、上根小学校を統合し、市貝町立市貝小学校として開校。

## 教育方針
- 教育目標
  - さとく やさしく たくましく

## 通学区域
市貝町のうち、市塙、上根、笹原田、石下の各全域、および椎谷の一部（みどりの森地区）
学区全域が市貝町立市貝中学校の通学区域に含まれる。